# 1658
1658 (MDCLVIII) a fost un an comun al calendarului gregorian, care a început într-o zi de marți.

## Nașteri
- 10 iulie: Luigi Ferdinando Marsigli, ofițer, geolog, topograf, matematician italian, aflat în slujba monarhiei habsburgice (d. 1730)
- 22 august: Johann Ernst, Duce de Saxa-Coburg-Saalfeld (d. 1729)

## Decese
- 27 februarie: Adolf Frederick I, Duce de Mecklenburg-Schwerin, 69 ani (n. 1588)
- 3 septembrie: Oliver Cromwell, 59 ani, lider militar și politic englez (n. 1599)
- 14 octombrie: Francesco I d'Este, Duce de Modena, 48 ani (n. 1610)